# Intibucá (kommun)
Intibucá är en kommun i Honduras. Den ligger i departementet Departamento de Intibucá, i den västra delen av landet, 110 km väster om huvudstaden Tegucigalpa. Antalet invånare är 38 792.